# Man Down
«Man Down» — песня барбадосской певицы Рианны с её пятого студийного альбома Loud. Записана в стиле регги. Попала в топ-5 некоторых европейских чартов (Франция, Швейцария, Бельгия, Нидерланды, Португалия, Польша).
Видеоклип на песню вызвал неоднозначную реакцию со стороны некоторых организаций. В видео было показано убийство как месть за изнасилование.

## Создание

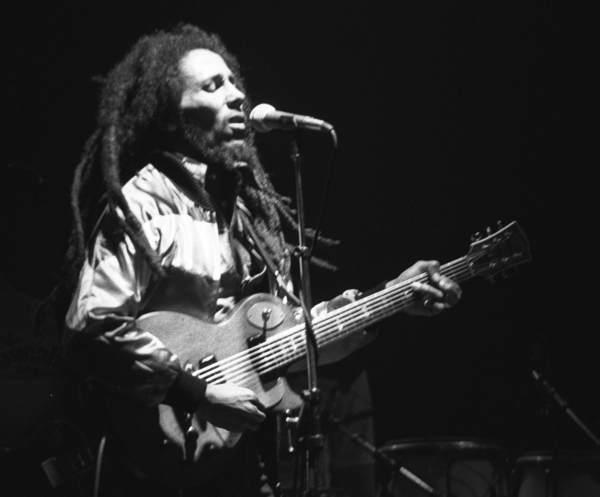
Боб Марли, автор песни «I Shot the Sheriff»

В марте 2010 года лейбл Def Jam организовал в Лос-Анджелесе «писательский лагерь», куда вошли авторы текстов и продюсеры (всего около 40 человек). Перед ними была поставлена задача сочинить материал для пятого студийного альбома Рианны Loud. Как пояснил один из участников «лагеря», там собрались авторы песен у которых были тексты, но не было музыки и продюсеры у которых была музыка, но не было текстов.
Одним из продюсеров присутствовавших в «лагере» был Шама Джозеф, более известный как Шам. Под влиянием песен карибской тематики, которые есть у Рианны, он написал музыку в карибском стиле. Рианна исполняет подобные песни на своих концертах, однако новых песен в этом стиле она не выпускала со времён дебютного альбома Music of the Sun в 2005 году. Шам показал музыку братьям из дуэта Rock City. Затем вместе они принялись писать текст, который был готов за 12 минут. Текст песни «Man Down» был создан под влиянием песни «I Shot the Sheriff» (рус. Я застрелил шерифа) Боба Марли 1973 года, но с женской точки зрения. В написании текста также принимала участие певица Шонтель.
После завершения «лагеря» все сочинённые песни были показаны Рианне, чтобы она отобрала понравившиеся ей. В сентябре 2010 года Рианна позвонила Шаму и сказала, что хочет записывать «Man Down» для нового альбома. Позже Рианна рассказала, что ей было интересно записать песню в таком стиле и с таким текстом. По её словам, регги-культура оказала на неё большое влияние, потому что она выросла на этой музыке.

## Видеоклип

### Сюжет
Некая карибская страна. Главная героиня (Рианна) стреляет в молодого человека, который идёт по оживлённой железнодорожной станции. Затем показан предыдущий день и обстоятельства, приведшие к этому происшествию. Героиня передвигается по городу и в течение дня встречает различных своих знакомых. Вечером она идёт на танцы, где танцует и флиртует с парнями. Позже в подворотне, когда она покидает клуб, её настигает человек, с которым она перед этим проводила время. Девушка подвергается сексуальному насилию. В слезах она бежит домой, чтобы взять револьвер, спрятанный в комоде.

### Конфликт
Премьера видеоклипа состоялась 31 мая 2011 года на кабельном канале BET. Организация «Родительский телевизионный совет» (англ. Parents Television Council) раскритиковала Рианну за то, что в её клипе убийство показано как социально приемлемое правосудие за изнасилование. «Если бы Крис Браун убил женщину в своём новом клипе, а канал BET устроил бы премьеру этого видео, то мир бы остановился», — отметили в организации. В то же время сам Совет обвинили в двойных стандартах, так как организация никак не отреагировала на видео «Monster» Канье Уэста, в котором мёртвые женщины свисают с потолка, а сам Канье держит в руках отрубленную голову. Также ранее у организации не было никаких вопросов к совместному видео Эминема и Рианны «Love the Way You Lie», хотя в нём романтизируется домашнее насилие. Против видеоклипа Рианны выступила также организация «Матери против насилия» (англ. Mothers Against Violence). Режиссёр клипа Энтони Мэндлер вспомнил, что во времена его молодости появлялись социальные видео, вроде «Janie’s Got a Gun» Aerosmith или «Runaway Train» Soul Asylum, спорные видео периодически выпускала Мадонна. В настоящее же время, по его мнению, в видеоклипах редко затрагивают запретные темы.
Отвечая на критику, Рианна сказала, что «щекотливые темы» не должны быть скрыты от детей, иначе они не научатся адаптироваться в обществе, и в случае чего будут стесняться говорить об изнасиловании. Также она отметила, что музыкальная индустрия не принадлежит одним родителям, а музыкант имеет право на самовыражение в своём творчестве. При этом, по её словам, девушка в клипе не хладнокровный убийца и раскаивается в своих действиях. Актриса Габриэль Юнион, в прошлом пережившая изнасилование, выступила в поддержку Рианны, хотя и обозначила, что не сторонница возмездия «око за око».

## Приём
В целом песня получила доброжелательные отзывы. В Slant Magazine композицию «Man Down» назвали «изюминкой» альбома. По мнению издания это лучшее вокальное выступление Рианны на тот момент. Многие выделяли карибское наречие используемое в песне.

## Чарты
| Чарт (2011)                          | Макс. позиция |
| ------------------------------------ | ------------- |
| Belgium (Flanders, Ultratop)         | 3             |
| Belgium (Wallonia, Ultratop)         | 2             |
| Canadian Hot 100 (Billboard)         | 92            |
| Чехия (Rádio — Top 100)              | 19            |
| France (SNEP)                        | 1             |
| Венгрия (Rádiós Top 40)              | 11            |
| Италия (FIMI)                        | 8             |
| Luxembourg Digital Songs (Billboard) | 10            |
| Нидерланды (Dutch Top 40)            | 3             |
| Норвегия (VG-lista)                  | 17            |
| Польша (Polish Airplay Top 100)      | 4             |
| Portugal Digital Songs (Billboard)   | 3             |
| Словакия (Rádio — Top 100)           | 37            |
| Швеция (Sverigetopplistan)           | 31            |
| Швейцария (Schweizer Hitparade)      | 9             |
| Switzerland (Romandie)               | 1             |
| UK Singles (Official Charts Company) | 54            |
| UK R&B (Official Charts Company)     | 9             |
| US Billboard Hot 100                 | 59            |
| US Hot R&B/Hip-Hop Songs (Billboard) | 9             |

| Чарт (2012)   | Макс. позиция |
| ------------- | ------------- |
| France (SNEP) | 77            |

| Чарт (2013)   | Макс. позиция |
| ------------- | ------------- |
| France (SNEP) | 162           |

| Чарт (2011)                          | Позиция |
| ------------------------------------ | ------- |
| France (SNEP)                        | 9       |
| Hungary (Rádiós Top 40)              | 73      |
| Sweden (Sverigetopplistan)           | 73      |
| Switzerland (Schweizer Hitparade)    | 50      |
| US Hot R&B/Hip-Hop Songs (Billboard) | 47      |

| Чарт (2012)   | Позиция |
| ------------- | ------- |
| France (SNEP) | 175     |

## Сертификация
| Регион | Сертификация  | Продажи   |
| --- | ------------- | --------- |
| Бельгия (BEA) | Золотой       | 15 000*   |
| Италия (FIMI) | Платиновый    | 30 000*   |
| Швеция (GLF) | 2× Платиновый | 80 000    |
| Швейцария (IFPI Switzerland) | Золотой       | 15 000^   |
| Великобритания (BPI) | Платиновый    | 600 000   |
| США (RIAA) | 2× Платиновый | 2 000 000 |
| * Данные о продажах приведены только на основе сертификации. · ^ Данные о тиражах приведены только на основе сертификации. · Данные о продажах + прослушиваниях приведены только на основе сертификации. |               |           |

## История релизов
| Страна     | Дата         | Формат                     | Лейбл                      | Ref.          |
| ---------- | ------------ | -------------------------- | -------------------------- | ------------- |
| США        | 3 мая 2011   | Urban radio Rhythmic radio | Island Def Jam Music Group | [ 53 ] [ 54 ] |
| Франция    | 11 июля 2011 | Digital download           | Universal Music            | [ 55 ]        |
| Нидерланды | 11 июля 2011 | Digital download           | Universal Music            | [ 56 ]        |
| Швейцария  | 15 июля 2011 | Digital download           | Universal Music            | [ 57 ]        |